# قومية كورسيكية
قومية كورسيكية هي حركة قومية في كورسيكا بفرنسا تدعو إلى مزيد من الحكم الذاتي للجزيرة، إن لم يكن الاستقلال التام. أظهر استطلاع رأي تأييد 10 - 15% من السكان فكرة الاستقلال عن فرنسا.